# Swiss Express (Zeitschrift)

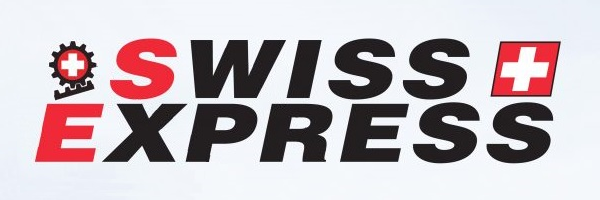
Logo der Zeitschrift SWISS EXPRESS.

Die englischsprachige Zeitschrift Swiss Express (Eigenschreibweise: SWISS EXPRESS) ist eine Schweiz bezogene, durch die 1980 gegründete Swiss Railways Society in Großbritannien herausgegebene Eisenbahn- und Modelleisenbahn-Zeitschrift.
Die vier Mal im Jahr, jeweils im März, Juni, September und Dezember, erscheinende Zeitschrift erscheint speziell für die englischsprachigen Freunde der schweizerischen Eisenbahnen. Behandelt aber grundsätzlich alle Themen um den Schienenverkehr. Somit auch das Themengebiet Straßenbahnen, Luft- und Standseilbahnen aber auch der Schifffahrt. Auch Themen zu Schweiz bezogenen Spielzeug- und Modelleisenbahnen beinhaltet die Zeitschrift.